# Alex McCarthy
Alex Simon McCarthy (* 3. Dezember 1989 in Guildford) ist ein englischer Fußballprofi, der als Torhüter für den Premier-League-Klub FC Southampton spielt.

## Vereinskarriere
Geboren in Guildford (Surrey), begann McCarthy seine Karriere als Schüler beim FC Wimbledon und den Wycombe Wanderers, ehe er mit 16 zum FC Reading wechselte. McCarthy konnte sich allerdings zuerst nicht im ersten Team durchsetzten und wurde an insgesamt acht verschiedene unterklassige Teams verliehen. Am 16. September 2012 absolvierte er sein erstes Spiel in der Premier League für den FC Reading. Mit 22 Jahren hatte er bereits Spiele in den sechs höchsten englischen Spielklassen absolviert.
2014 wechselte er schließlich zu den Queens Park Rangers, einem Verein der kürzlich in die Premier League aufgestiegen war. Sein erstes Pflichtspiel für den Klub war bei einer 2:3-Niederlage gegen den FC Liverpool. Er konnte sich allerdings nicht als Stammspieler etablieren.
Am 23. Juli 2015 schloss sich McCarthy dem Premier-League-Club Crystal Palace für eine Ablöse die mit 3,5 Millionen Pfund angegeben wurde und unterschrieb einen für vier Jahre gültigen Vertrag.  McCarthy gab sein Palace-Debüt am 8. August 2015 bei einem 3:1-Auswärtserfolg bei Norwich City.
Am 1. August 2016 unterschrieb er einen Dreijahresvertrag beim FC Southampton. McCarthy wurde anfangs als Backup für den regulären Torhüter Fraser Forster eingesetzt, doch am 30. Dezember 2017 wurde er zum Stammtorhüter des Vereins befördert, nachdem Forster außer Form geraten war.
Am 27. Juni 2018 unterzeichnete McCarthy einen neuen Vierjahresvertrag bei dem Verein, der bis 2020 gilt und ihn zu einem der am besten verdienenden Spieler macht.

## Nationalmannschaft
McCarthy war in dem englischen Team, welches an der U-21-Fußball-Europameisterschaft 2011 teilnahm, absolvierte jedoch keine Spiele.
Im Mai 2013 wurde er für die Freundschaftsspiele gegen Irland und Brasilien in die englische A-Nationalmannschaft berufen, blieb jedoch ohne Einsätze.
Er debütierte am 15. November beim 3:0-Sieg Englands über die Vereinigten Staaten im Wembley-Stadion für die englische A-Nationalmannschaft, beinahe fünfeinhalb Jahre nach seiner ersten Nominierung.